# Diospyros feliciana
Diospyros feliciana är en tvåhjärtbladig växtart som beskrevs av Letouzey och Frank White. Diospyros feliciana ingår i släktet Diospyros och familjen Ebenaceae. Inga underarter finns listade i Catalogue of Life.